# マンネルハイム十字章

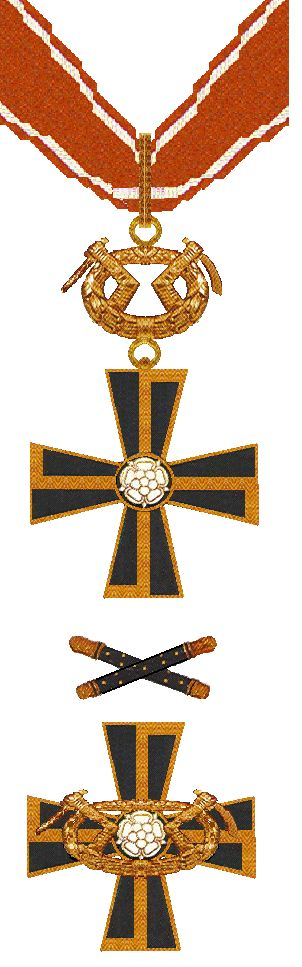
マンネルハイム十字章：上が一級、下が二級。中央の交差した元帥杖は二度目の二級受章を意味する。

マンネルハイム十字章（マンネルハイムじゅうじしょう、芬：Mannerheim-risti、典：Mannerheimkorset）は、フィンランドの軍事勲章。この章は冬戦争後に導入され、フィンランド元帥カール・グスタフ・エミール・マンネルヘイムにちなんで名づけられた。この勲章は並外れて勇敢な兵士、すばらしい業績を達成したもの、優れた指導を行ったものに与えられる。

## 歴史
- 一級十字章の略綬
- 二級十字章の略綬

この勲章は自由十字勲章の中に導入された。この章を授与された者はマンネルハイム十字騎士と呼ばれた。フィンランドの勲章の席次では一級が第5位であり、二級が第9位である。マンネルハイム十字章二級はフィンランドの最も良く知られた軍事勲章である。
十字章勲二等はすばらしい功績に章を普遍的に与えるために制定された。これは勇敢な兵士、すばらしい業績を達成したもの、優れた指導を行ったものに与えられている。この章は受章すべき功績を挙げれば、階級に関わらず、全てのフィンランド国防軍に与えられる。階級を問わず、個人的勇気に重点を置いており、5万マルクの報奨金が受領者に与えられた為、戦争中人々の目を引き付けた。徴収兵で最初にこの章を手に入れたものはヴィルホ・ラットーが最初で、彼は敵軍から対戦車砲を奪い、その砲で敵の戦車4台を破壊したという功績を認められ、この勲章を受けた。1942年には、この章の報奨金は中尉の年俸ほどあった。与えられた十字章のうちほとんどが二級でありマンネルハイム十字章といえばこの十字章二級のことが多い。
マンネルハイム十字章勲一等と勲二等の間に特別な違いはなく、必要条件も特別でない。勲一等のものは章を2度授与したものであり、フィンランドの最高司令官であった陸軍元帥カール・グスタフ・エミール・マンネルヘイムと歩兵大将エリック・ハインリッヒスに与えられている。マンネルヘイムは自分の名がついた章を受け取ることは奇妙であると考えたが、大統領であったリスト・リュティや他の全ての受章者から受け取ることを勧められ、この章を受け取った。
マンネルハイム十字章の二等は第二次大戦の間に191人の人物に授与された。また、4人の人物が2度の褒章を受け取っている。一等は大戦中8枚しか製造されず、そのうち5枚には番号が付けられ、3枚には番号が付けられなかった。受章者は僅か二名だった。法律上は、現在でも活動中の全てのフィンランドの軍人に与えることができるようになっている。しかし、平時や紛争レベルの戦闘では与えられるようなものではない（法令550/1946　自由十字章法）。
マルッティ・アハティサーリの大統領時代、大統領の催した独立記念会にマンネルハイム十字章を受章した全ての者が招かれた。以来、彼らが最初のゲストとなることが伝統となっている。

## 有名な受章者
- アクセル・アイロ - 中将、補給総監（1944年11月18日）
- エルンスト・ルーベン・ラガス - 大佐、歩兵旅団、歩兵師団司令官（1941年7月22日）
- パーヴォ・タルヴェラ - 少将、軍司令（1941年8月3日）
- エリッキ・ラーッパナ（Erkki Raappana） - 大佐、師団司令官（1941年8月3日）
- カール・グスタフ・エミール・マンネルヘイム - 元帥、最高司令官（1941年10月7日）
- カール・レンナルト・オシュ - 中将、カレリア軍総司令官（1944年6月26日）
- ラウリ・トールニ - 中尉、歩兵連隊司令（1944年7月9日）
- カール・ルドルフ・ワルデン - 防衛大臣、歩兵大将（1944年12月2日）
- アドルフ・エーンルート - 大佐、歩兵連隊司令官（1944年12月4日）
- ヤルマル・シーラスヴオ - 中将、軍司令官（1944年12月21日）
- エリック・ハインリッヒス - 歩兵大将、軍司令官、総司令部員（1944年12月31日）
- ヴィルホ・ペッター・ネノネン - 砲兵大将、砲兵監査官（1945年1月8日）

## 2度の受章者

### 一級と二級の両方の受章者
- カール・グスタフ・エミール・マンネルヘイム - 元帥、最高司令官（両方とも1941年10月7日）
- エリック・ハインリッヒス - 歩兵大将、軍司令官、総司令部員（二級 - 1942年2月5日、一級 - 1944年12月31日）

### 二級を2度受章した者
- アーロ・オラヴィ・パヤリ（Aaro Olavi Pajari） - 少将、歩兵師団司令官（1回目 - 1941年9月14日、2回目 - 1944年10月16日）
- マルッティ・ヨハンエス・アホ - 大佐、歩兵連隊司令官（1回目 - 1942年3月1日、2回目 - 1944年10月16日）
- イルマリ・ユーティライネン - 准尉、戦闘機操縦士（1回目 - 1942年4月26日、2回目 - 1944年6月28日）
- ハンス・ヘンリック・ウィンド - 大尉、戦闘機操縦士（1回目 - 1943年7月31日、2回目 - 1944年6月28日）